# Mjösjön (Håsjö socken, Jämtland)
Mjösjön är en sjö i Bräcke kommun i Jämtland och ingår i Indalsälvens huvudavrinningsområde. Sjön har en area på 0,183 kvadratkilometer och ligger 272,4 meter över havet. Sjön avvattnas av vattendraget Dalsbäcken.

## Delavrinningsområde
Mjösjön ingår i det delavrinningsområde (698676-153215) som SMHI kallar för Utloppet av Mjösjön. Medelhöjden är 346 meter över havet och ytan är 6,86 kvadratkilometer. Det finns ett avrinningsområde uppströms, och räknas det in blir den ackumulerade arean 30,39 kvadratkilometer. Dalsbäcken som avvattnar avrinningsområdet har biflödesordning 4, vilket innebär att vattnet flödar genom totalt 4 vattendrag innan det når havet efter 118 kilometer. Avrinningsområdet består mestadels av skog (95 procent). Avrinningsområdet har 0,18 kvadratkilometer vattenytor vilket ger det en sjöprocent på 2,6 procent.